# 行孝里
行孝里位於台灣台北市，是歸於中華民國台北市中山區的里行政區劃之一。

## 本里設施

### 中山分局建國派出所
台北市中山區民族東路284號

### 濱江果菜市場
台北市中山區民族東路336號

## 範圍
- 東以民族東路410巷與行仁里為界
- 西以建國北路三段與行政里為界
- 南以五常街與行仁里為界
- 北以民族東路與大佳里為界。

## 歷史
於1946年始創臺北市新庄里、下埤里區里行政區域調整劃分。新庄里於1974年12月1日調整劃分區里行政區域，另成立新福里、新壽里。於1981年調整畫分區里行政區域成立由新福里、新庄里、下埤里等三里分出另成立為「行政里」。1990年3月調整區里行政區域由行政里另成立行仁里及「行孝里」並沿用至今。